# Bois-de-la-Pierre
Bois-de-la-Pierre település Franciaországban, Haute-Garonne megyében. Lakosainak száma 459 fő (2022. január 1.). Bois-de-la-Pierre Bérat, Gratens, Labastide-Clermont, Longages és Peyssies községekkel határos.

## Népesség
A település népességének változása:
| Lakosok száma | 175  | 152  | 219  | 388  | 425  | 425  | 429  | 441  | 447  | 459  |
|               | 1968 | 1982 | 1990 | 2006 | 2013 | 2015 | 2017 | 2019 | 2020 | 2022 |